# Товариство Христа
Товариство Христа для Закордонної Полонії (польської діаспори), Товариство Христа (лат. Societas Christi pro Emigrantibus Polonis, SChr), (Христусовці) – є чернечим католицьким згромадженням папського права, яке надає духовну допомогу і підтримку полякам, які з тих чи інших причин змушені були покинути Батьківщину.

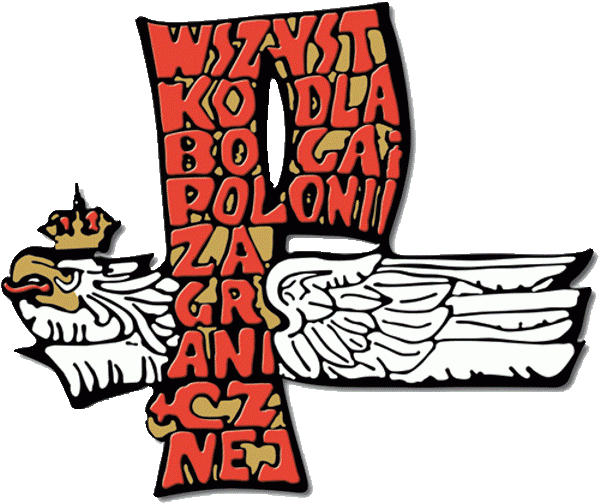
ГЕРБ ТОВАРИСТВА

## Історія
Римо-католицьке чернече згромадження, засноване Преподобним Слугою Божим, кард. Августом Хльондом 8 вересня 1932 р. і затверджений Папою Павлом VI у 1964 р.
Організатором цього згромадження вибраним Преподобним Слугою Божим кард. Августом Хльонда став Преподобний Слуга Божий о. Ігнацій Посадзи, якого Перша Генеральна Капітула нагородила титулом співзасновника. Першим домом чернечем були Потуліце (Польща). 
Перед Другою світовою війною, окрім дому в Потуліцах, згромадження побудувало Головний Будинок на Тумському Острові в Познані та прийняло будинки в Пущикові та Дольську. Під час війни Товариство втратило все своє майно. 
Після війни повернули свій дім в Познані, де й сьогодні знаходиться головний монастир згромадження та Вища Духовна Семінарія Товариства Христового.

## Харизмат і душпастирство
Метою Товариства Христа для польської діаспори за кордоном є прославлення Бога та освячення себе шляхом наслідування Ісуса Христа. В особливий спосіб послідовники Христа залучаються до апостольства вселенської Церкви, працюючи для поляків, які живуть за кордоном. Окрім душпастирського служіння, священики забезпечують Полонію культурною та соціальною опікою. 
Також у своєму харизматі виражаются укоханням Найсвятішої Євхаристії, яка є джерелом спасіння і яку стараються щоденно покращувати і поширювати серед усіх вірних.
Товариство Христове заснувало журнал "Msza Święta" (Служба Божа) в якому розповсюджується інформація про Євхаристію і приближається її святість кожному віруючому.

## Одяг Христусовців
Одягом христусовців є одяг священиків дієцезіяльних, в більшості випадків це чорна сутанна. Такий одяг казав носити христусовцям засновник кардинал Август Хльонд щоб не відрізнялись від священиків серед яких виросли і виховувались люди виїжджаючі за кордон.

## Структура ордену
- Головний будинок Товариства Христового в Познані.
- Вища Духовна Семінарія Товариства Хрстового в Познані.
- Будинок новіціату в Муркові поблизу Лешна.
- Будинки в Łomianki, Puszczykowo, Ziębice.

### Парафії в Польщі
- Парафії Щецінсько-Кам'янської архієпархії (18)
- Парафії Вроцлавської архідієцезії (1)
- Парафії Гданської архиєпархії(1)
- Парафії єпархії Кошалін-Колобжег (1)
- Парафії Бидгощської єпархії(1)
- Парафія св. Ядвіги королеви Вавельської в Познані.
- Усікновення глави св. Івана Хрестителя в Хойниці-Мораско (Познань)

### Парафії в Україні
- Санктуарій Пресвятого Серця Ісуса в Кам'янець - Подільському;
- Парафія св. Йосифа в Миколаєві;
- Парафія св. Йосифа в Донецьку;

### Закордні провінції
- Провінція Пресвятого Серця Ісуса (Велика Британія, Ірландія).
- Провінція Богоматері Ченстоховської (Франція, Іспанія).
- Провінція Святого Йосифа (Німеччина, Нідерланди, Італія, Угорщина).
- Провінція Святого сімейства (Австралія, Нова Зеландія).
- Провінція Непорочного Зачаття Богоматері (Бразилія)
- Провінція Королеви Полонії Закордоної  (Сполучені Штати, Канада).
- Країни під Генеральним Губернаторством "Польщі" (Білорусь, Україна, Греція, Південна Африка.

## Лінки
- http://serceisusa.km.ua/ Санктуарій Пресвятого Серця Ісуса в Кам'янець - Подільському (Україна);
- https://www.chrystusowcy.pl/ Офіційна сторінка згромадження;
- https://seminarium.chrystusowcy.pl/ Офіційна сторінка Вищої Духовної Семінарії Христусовців;
- https://nowicjat.chrystusowcy.pl/ Офіційна сторінка новіціату Христусовців;
- https://powolania.chrystusowcy.pl/ Офіційна сторінка душпастирства покликань Христусовців;
- https://www.catholic-kharkiv.org/ottsi-hrystosivtsi-tovarystvo-hrystove-dlya-zakordonnoyi-poloniyi/ Інформація Харківської дієцезії про христусовців